# Landschaftsschutzgebiet Lüttmecke-/Hoppecketal
Das Landschaftsschutzgebiet Lüttmecke- / Hoppecketal ist ein 9,4 ha großes Landschaftsschutzgebiet (LSG) nördlich von Brilon-Wald im Stadtgebiet von Brilon. Das Gebiet wurde 2002 mit dem Landschaftsplan Hoppecketal durch den Kreistag des Hochsauerlandkreises ausgewiesen. Im Süden reicht das LSG bis ans Dorf. Es besteht aus zwei Teilflächen.

## Rechtliche Rahmen
Das Landschaftsschutzgebiet Lüttmecke- / Hoppecketal wurde als Landschaftsschutzgebiet vom Typ C, Wiesentäler und bedeutsames Extensivgrünland, ausgewiesen. Im Stadtgebiet Brilon gibt es auch Landschaftsschutzgebiete vom Typ A, Allgemeiner Landschaftsschutz, wo unter anderem das Errichten von Bauten verboten ist, ferner Landschaftsschutzgebiete vom Typ B, Ortsrandlagen und Landschaftscharakter, wo zusätzlich Erstaufforstungen und auch die Neuanlage von Weihnachtsbaumkulturen, Schmuckreisig- und Baumschulkulturen verboten sind. Wie in den anderen Landschaftsschutzgebieten vom Typ C besteht im LSG zusätzlich ein Umwandlungsverbot von Grünland und Grünlandbrachen in Acker oder andere Nutzungsformen. Eine maximal zweijährige Ackernutzung innerhalb von zwölf Jahren ist erlaubt, falls damit die Erneuerung der Grasnarbe vorbereitet wird. Dies gilt als erweiterter Pflegeumbruch. Dabei muss ein Mindestabstand von 5 m vom Mittelwasserbett eingehalten werden.

## Beschreibung
Beim Landschaftsschutzgebiet Lüttmecke- / Hoppecketal handelt es sich um Bachtalbereiche der Lüttmecke und dem Mündungsbereich der Lüttmecke in die Hoppecke.

## Schutzzweck
Die Ausweisung erfolgte zur Erhaltung, Ergänzung und Optimierung eines Grünlandbiotop-Verbundsystems in den Talauen und den Magergrünland-Gesellschaften in den Naturschutzgebieten, damit Tiere und Pflanzen Wanderungs- und Ausbreitungsmöglichkeiten behalten, und dem Erhalt der Vorkommen geschützter Vogelarten sowie dem Schutz artenreicher Pflanzengesellschaften.